# Diecezja Alcalá de Henares
Diecezja Alcalá de Henares (łac. Dioecesis Complutensis) – diecezja Kościoła rzymskokatolickiego w Hiszpanii.

Tarcza herbowa

## Historia
23 lipca 1991 papież Jan Paweł II erygował diecezję Alcalá de Henares z części archidiecezji madryckiej.

## Główne świątynie
- Katedra: Katedra świętych Justusa i Pastora w Alcalá de Henares

## Biskupi diecezjalni
- Manuel Ureña Pastor (1991–1998)
- Jesús Esteban Catalá Ibáñez (1999–2008)
- Juan Antonio Reig Plà (2009–2022)
- Antonio Prieto Lucena (od 2023)